# 9. п. н. е.
9. п. н. е. била је или обична година која почиње у сриједу, четвртак или петак или преступна година која почиње у четвртак јулијанског календара и преступна година године почевши од понедјељка по пролептичком јулијанском календару. У то време је била позната као година конзулства Друза и Криспина (или, ређе, година 745. Ab urbe condita). Деноминација 9. п. н. е. за ову годину се користи од раног средњег вијека, када је календарска ера Anno Domini постала преовлађујући метод у Европи за именовање година.

## Догађаји
- Панонија је укључена у Римско царство као дио Илирије.[1]
- Друз Старији почиње поход на Маркомане, али убрзо након тога умире због пада са коња.[2]
- Тиберије наставља освајање Германије. Цар Август га је уздигао за свог насљедника.
- Ливи завршава компилацију свог Ab Urbe Condita Libri, који покрива историју Рима од његовог оснивања у 142 књиге.[3]

## Рођења
- Клаудије Ливије Фрезије
- Пинг, кинески цар из династије Хан
- Квинт Асконије Педијан, римски историчар